# グンツェリン (マイセン辺境伯)
グンツェリン・フォン・クッケンブルク（Gunzelin von Kuckenburg, 965年頃 - 1017年以降）は、マイセン辺境伯（在位：1002年 - 1010年）。

## 生涯
彼は、辺境伯ギュンターの息子であり、従って前任者のエッケハルト1世の弟にあたる。エッケハルトの死後、皇帝ハインリヒ2世はマイセン辺境伯に、その地位を熱望していたボレスワフ1世ではなく、グンツェリンを任じた。ボレスワフは、自らの権利が執行されなかったことに対する腹いせに封土の境を犯し、略奪を行った。これに対して、グンツェリンはボレスワフに占領され分割されていたバウツェンの街の包囲戦に勝利した。彼と甥にあたるヘルマンおよびエッケハルト2世との私闘の結果、1010年のメルゼブルクでの君侯会議は、グンツェリンを解任することを決した。彼はハルバーシュタット司教の下で拘禁されることとなり、解放されたのは1017年になってからであった。

## 文献
（ドイツ語版の参考文献として挙げられているものであり、日本語版の作成に直接参照はしておりません）
- Allgemeinen Deutschen Biographie
- L. Giesebrecht: Wendische Geschichten, II. 10 ff.
- Hirsch: Jahrbuch des deutschen Reichs unter Heinrich II., I. 224
- Ekkehards Thietmar: IV. 32, V. 6. 10. 12, VI. 36
- Bayerische Akademie der Wissenschaften: Allgemeine Deutsche Biographie, ADB Bd. 10 (S.181), Verlag Duncker & Humblot, Leipzig 1875-1912